# Przytoń (jezioro)
Przytoń – jezioro na Pojezierzu Ińskim, położone w woj. zachodniopomorskim, w powiecie łobeskim, w gminie Węgorzyno.
Powierzchnia zwierciadła wody wynosi 27,53 ha.
W typologii rybackiej Przytoń jest jeziorem sandaczowym
Jezioro znajduje się w zlewni rzeki Reskiej Węgorzy. Przez jezioro przepływa struga Krzeszna, która wpada od zachodniego brzegu a wypływa przy północnym.
Ok. 0,5 km na południowy wschód od jeziora leży wieś Przytoń.
Administratorem wód Przytoni jest Regionalny Zarząd Gospodarki Wodnej w Szczecinie. 
Na wodach Przytoni obowiązuje zakaz używania jednostek pływających z napędem spalinowym. 
Nazwę Przytoń wprowadzono urzędowo w 1955 roku, zastępując poprzednią niemiecką nazwę jeziora – Prittensee.